# البوابة الضخمة (هشير الخيمة)
البوابة الضخمة (هشير الخيمة) هو معلم أثري تونسي مصنف من قبل المعهد الوطني للتراث يقع في ولاية القصرين في الشمال الغربي التونسي، تحديدا في مدينة هشير الخيمة تم تصنيف المعلم في يوم 26 جانفي 1893.

## مقالات ذات صلة
- قائمة المعالم الأثرية المصنفة في تونس